# سنبریج
سنبریج (به انگلیسی: Sandridge) یک محله مدنی و روستا در بریتانیا است که در St. Albans واقع شده‌است. سنبریج ۱۱٬۴۵۱ نفر جمعیت دارد.